# Mačkovci
Mačkovci – wieś w Słowenii, w gminie Puconci. W 2018 roku liczyła 202 mieszkańców.